# Бєлогуров Микола Кіндратович
Микола Кіндратович Бєлогуров (Білогуров) (26 грудня 1907, місто Харків, тепер Харківської області — 26 червня 2004, місто Київ) — український радянський партійний діяч, журналіст, редактор газети «Правда Украины», завідувач відділу пропаганди і агітації ЦК КП(б)У. Депутат Верховної Ради УРСР 3—6-го скликань. Кандидат у члени ЦК КПУ в 1949—1976 роках.

## Біографія
Народився в родині робітника. Трудову діяльність розпочав у 1926 році учнем шевця. Потім наймитував у заможних селян Куп'янського району Харківщини, куди переїхали його батьки.
У 1928—1931 роках — чорнороб цегельного заводу і маслозаводу Великобурлуцького району Харківщини, секретар і голова Приколотнянської сільської ради Великобурлуцького району.
Член ВКП(б) з 1931 року.
У 1931—1936 роках — завідувач агітаційно-пропагандистського відділу Великобурлуцького районного комітету ЛКСМУ, секретар редакції районної газети, голова Великобурлуцької районної ради професійних спілок, заступник секретаря районного комітету КП(б)У, редактор Великобурлуцької районної газети «Прапор колгоспника» Харківської області.
У 1936—1941 роках — студент Українського комуністичного інституту журналістики у Харкові. Одночасно працював секретарем партійного комітету інституту.
У 1941 році виконував спеціальні завдання з оборони міста Харкова, служив командиром батальйону першого полку Харківського ополчення. Після важкого поранення був евакуйований у східні райони СРСР.
У 1941—1943 роках — завідувач відділу пропаганди і агітації Безим'янського районного комітету ВКП(б) Саратовської області, начальник політичного відділу Кіровської машинно-тракторної станції Безим'янського району Саратовської області РРФСР.
У 1943—1944 роках — начальник політичного відділу Шипуватської машинно-тракторної станції Великобурлуцького району Харківської області; інструктор відділу пропаганди і агітації, завідувач сектору преси Харківського обласного комітету КП(б)У.
У травні 1944 — січні 1949 року — відповідальний редактор харківської обласної газети «Соціалістична Харківщина». Закінчив заочно Вищу партійну школу при ЦК ВКП(б).
З січня по травень 1949 року — секретар Харківського обласного комітету КП(б)У з пропаганди і агітації.
У травні — серпні 1949 року — відповідальний редактор республіканської газети «Радянська Україна».
У серпні 1949 — квітні 1950 року — відповідальний редактор республіканської газети «Правда Украины».
У квітні 1950 — травні 1951 року — завідувач відділу пропаганди і агітації ЦК КП(б)У.
У травні 1951 — квітні 1953 року — завідувач відділу художньої літератури і мистецтв ЦК КП(б)У.
У квітні 1953 — січні 1966 року — відповідальний редактор республіканської газети «Правда Украины».
У січні 1966 — 25 серпня 1972 року — голова Державного комітету Ради міністрів УРСР по пресі.
1 вересня 1972 — 22 жовтня 1974 року — голова Державного Комітету Ради Міністрів УРСР у справах видавництв, поліграфії і книжкової торгівлі.
З жовтня 1974 року — на пенсії в місті Києві.

## Нагороди
- орден Леніна (4.05.1962)
- чотири ордени Трудового Червоного Прапора (28.01.1948, 26.02.1958,)
- орден Вітчизняної війни ІІ ст.
- орден Червоної Зірки (28.08.1944)
- ордени
- медалі